# Saison 1957-1958 de la Juventus FC
Maillots
Chronologie
Saison précédente Saison suivante
La saison 1957-1958 de la Juventus Football Club est la cinquante-cinquième de l'histoire du club, créé soixante-et-un ans plus tôt en 1897.
L'équipe de la région du Piémont prend part au cours de cette saison à la 56e édition du championnat d'Italie (26e de Serie A), ainsi qu'à la 10e édition de la Coupe d'Italie (en italien Coppa Italia).

## Historique
Au sortir de trois saisons catastrophiques, les turinois, au plus profond de leur crise, se doivent absolument de réagir pour s'assurer à nouveau le premier plan du calcio.
Pour ce faire, le président Umberto Agnelli se décide d'y mettre les moyens et d'investir sérieusement.

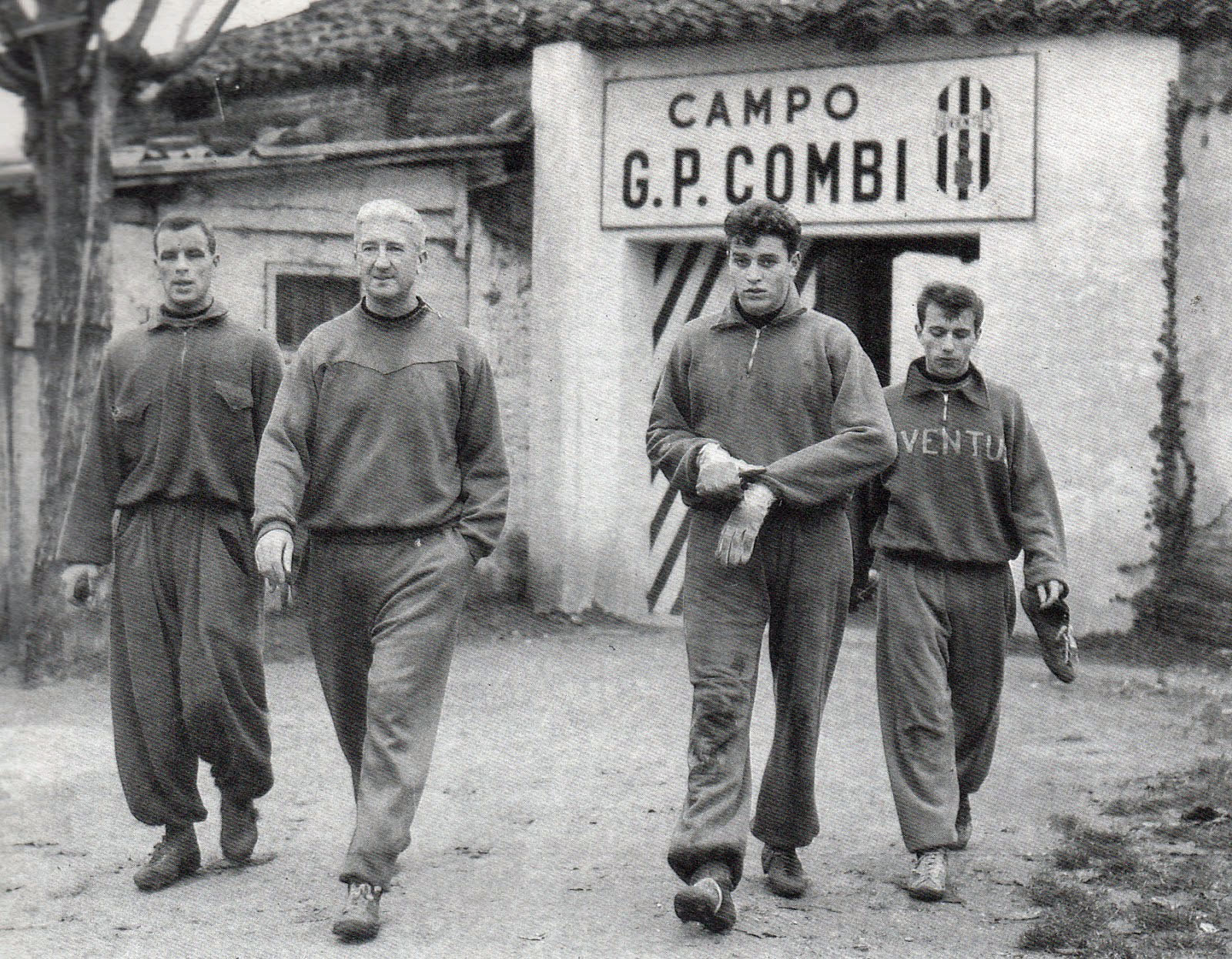
L'attaquant Charles, l'entraîneur Broćić, le gardien Mattrel et l'ailier Stacchini lors d'une pause de formation au Campo Combi.

Tout d'abord, l'entraîneur Sandro Puppo quitte ses fonctions, et c'est le yougoslave expérimenté Ljubiša Broćić, en provenance du PSV Eindhoven, qui assure désormais le banc de la Juventus. Polyglotte, Broćić ne parle pourtant pas l'italien, et se fait donc alors aider dans ses fonctions par l'ancien joueur bianconero Teobaldo Depetrini.
Agnelli décide également de frapper cette année un grand coup sur le marché des transferts, réalisant un mercato très ciblé.
En provenance du club porteño du River Plate, la vedette internationale argentine (et oriundo) Omar Sívori est acheté pour la somme record pour l'époque de 160 000 lires (Sívori s'avèrera par la suite devenir l'un des plus grands joueurs de l'histoire de la Juve).
Ensuite, une autre future grande légende est achetée par la société, en la personne du gallois John Charles (premier joueur gallois de l'histoire du club, et par la même occasion l'un des plus grands joueurs gallois de tous les temps), acquis pour la somme de 65 000 £ à l'équipe anglaise de Leeds United.
Au niveau du recrutement, la Juventus enregistre également les arrivées du gardien de but Carlo Mattrel, ainsi que des défenseurs Benito Boldi et Giuseppe Patrucco. Au milieu de terrain retournent ensuite deux anciens du club, Rino Ferrario et Giorgio Turchi, et l'attaque est quant à elle, renforcée par les arrivées au club de Bruno Nicolè et Piergiorgio Sartore.
C'est donc avec de nouvelles ambitions et en comptant sur son nouveau trio offensif avec Boniperti (placé dans un nouveau rôle de milieu offensif par Broćić, lui permettant de pleinement profiter de sa vision du jeu ainsi que de ses qualités techniques), Charles et Sívori (trio qui sera plus tard appelé le « Trio Boniperti-Charles-Sivori »), que la Vieille Dame, sans titres depuis cinq ans, entend bien à nouveau se réinstaller parmi l'élite du football italien.

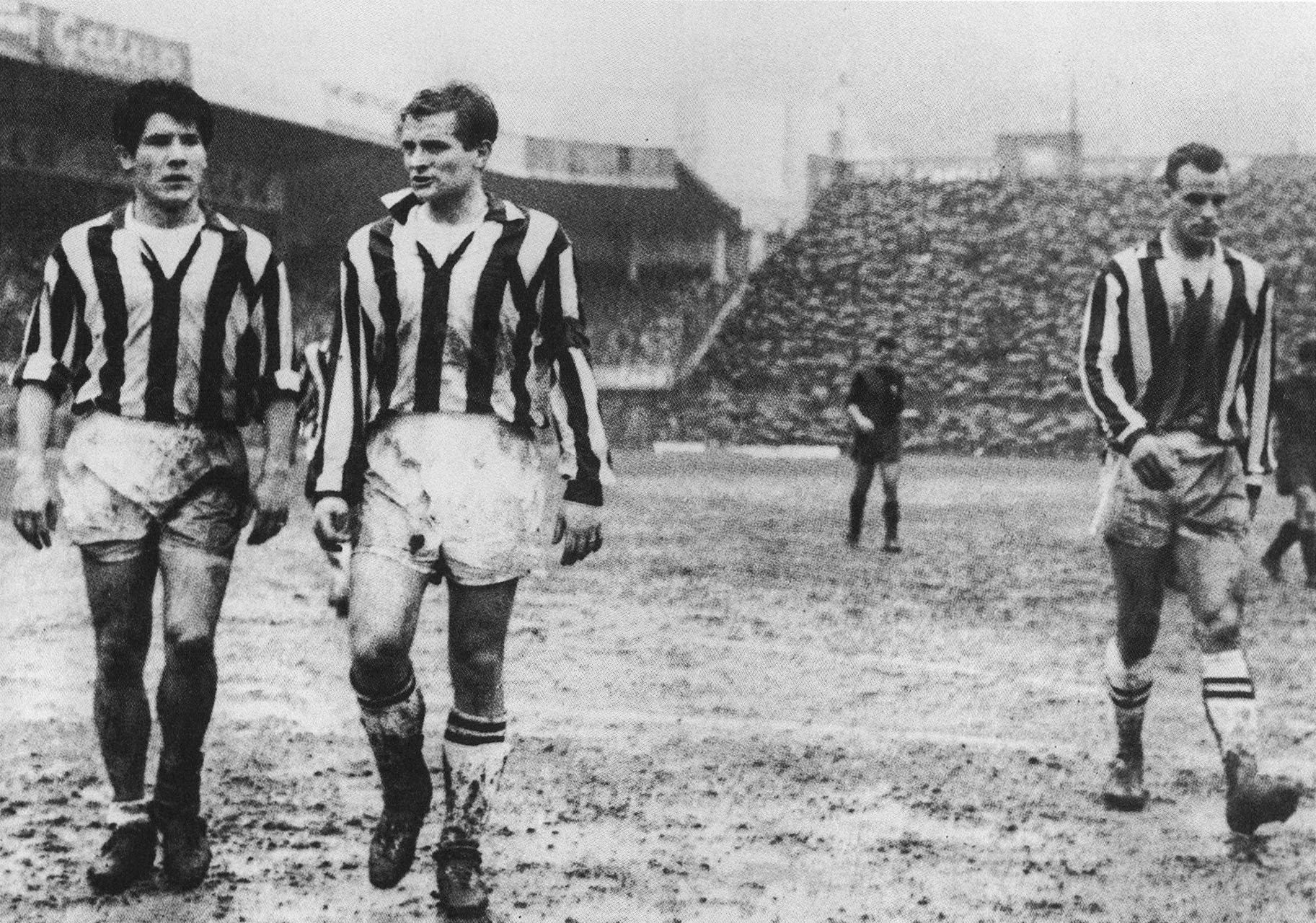
Sívori, Boniperti et Charles, formant le désormais célèbre Trio magique du bianconeri, sur le terrain de Marassi à la fin d'un match de championnat, 9 février 1958.

Le dimanche 8 septembre 1957, le trio d'attaquants, pour le premier match de la saison, fait déjà ses preuves lors d'une victoire 3-2 contre Vérone à domicile (un but chacun), avant que Charles ne soit ensuite l'unique buteur lors du match suivant contre l'Udinese. La Juventus FC continue ensuite sa série de succès sans grande difficulté. Lors de la 6e journée, le 13 octobre, Madama affronte son grand rival lors du derby della Mole, le Torino (lors de ce match, Charles assomme malencontreusement le défenseur central du Toro, avant de s'apercevoir qu'il resta étendu au sol alors qu'il s'apprêtait à marquer. Par fair-play, il envoya le ballon en touche pour permettre aux soigneurs d'intervenir, avant d'inscrire ensuite le seul but de la victoire du match). La semaine suivante, l'équipe turinoise réalise le premier match nul de la saison, un nut partout contre le Milan à San Siro (but juventino de Sívori), avant de connaître deux semaines plus tard sa première défaite, battue 2 buts à 1 par le Lanerossi Vicence (avec encore Sívori comme buteur pour les zèbres). Les bianconeri se retrouvent ensuite avec des résultats un peu plus aléatoires, subissant quelques défaites, avant la victoire 2 à 1 sur le terrain d'Alexandrie pour le premier match de la nouvelle année 1958, le 5 janvier (buts de Sívori et de Pedroni contre son camp pour la Juve). Trois semaines plus tard, l'équipe juventina se déplace lors de la 18e journée à Vérone et remporte la partie 3-2 pour le premier match de la phase retour, grâce aux buts de Sívori, Charles et Corradi. Après ce succès, les bianconeri, qui enchaînent une série de quatre victoires consécutives. Le 2 mars, la Juventus remporte à nouveau sa confrontation contre le Torino, 4 buts à 1 à domicile au Stadio Comunale (doublés de Sívori et Charles). Un mois plus tard, la Juve écrase la Lazio sur le même score à Rome, grâce à un triplé de Charles et un but de Sívori, avant de connaître, entre le 20 avril et le 11 mai, une série de quatre rencontres sans victoires. Pour les deux derniers matchs de la saison, la Vecchia Signora se rattrape avec deux succès, dont une victoire 3 buts à rien contre la Roma (buts de Sívori, Charles sur penalty et de Boniperti) lors de l'ultime journée du 24 mai.
Fort de leurs 23 victoires de rang, pour seulement 5 matchs nuls et 6 défaites, la Juventus Football Club termine le championnat avec 51 points (8 de plus que son premier poursuivant, la Fiorentina), remportant donc haut la main cette Serie A, 10e titre de champion de l'histoire du club.

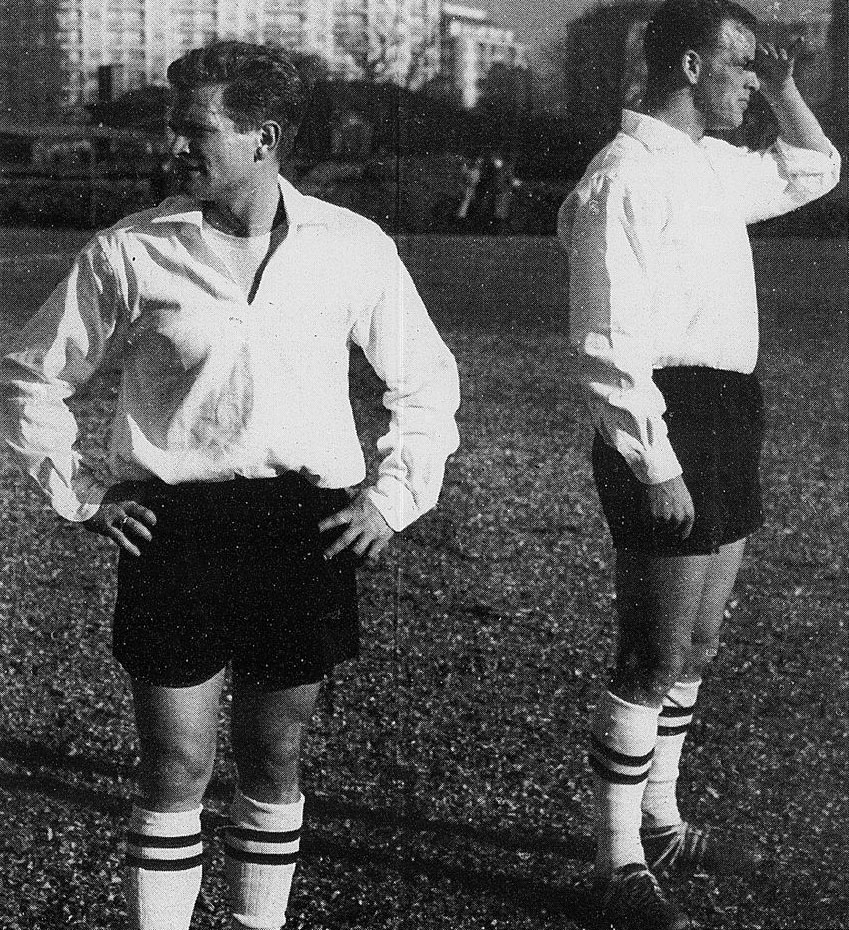
Boniperti et Charles avec le maillot extérieur noir et blanc de la saison

Pour fêter ce 10e scudetto, Umberto Agnelli a alors l'idée, avec l'approbation du CONI (Comité national olympique italien), d'ajouter sur l'écusson du club et sur le maillot une étoile jaune-dorée à cinq pointes, appelée en italien Stella d'oro al Merito Sportivo (l'idée de cette étoile sportive fut alors adoptée à partir de ce moment, à chaque fois qu'une équipe italienne remporterait 10 scudetti). La Madama fut donc la première équipe au monde à arborer une étoile sur son maillot, synonyme d'un certain nombre de victoires.
La Juve, à nouveau au sommet du calcio avec ce « scudetto de la première étoile », doit grandement son succès à ses nouveaux talents offensifs, comme John Charles, qui finit meilleur buteur du championnat avec ses 28 buts,.
C'est donc ce trio (Boniperti, Charles et Sivori) qui s'imposa rapidement dans le paysage footballistique italien (succédant au « Gre-No-Li » des suédois du Milan) et redonna ses lettres de noblesse à la Juventus, se faisant désormais appelé le « Trio magique » (en italien : le Trio Magico).
Au cours de l'année 1958, Giampiero Boniperti publie également son livre, consacré au club, intitulé « La Mia Juventus ».
Après ce titre en championnat, le club bianconero joue durant l'été une deuxième compétition de la saison avec la Coupe d'Italie, qui fait son retour après avoir disparu depuis la saison 1942-43.

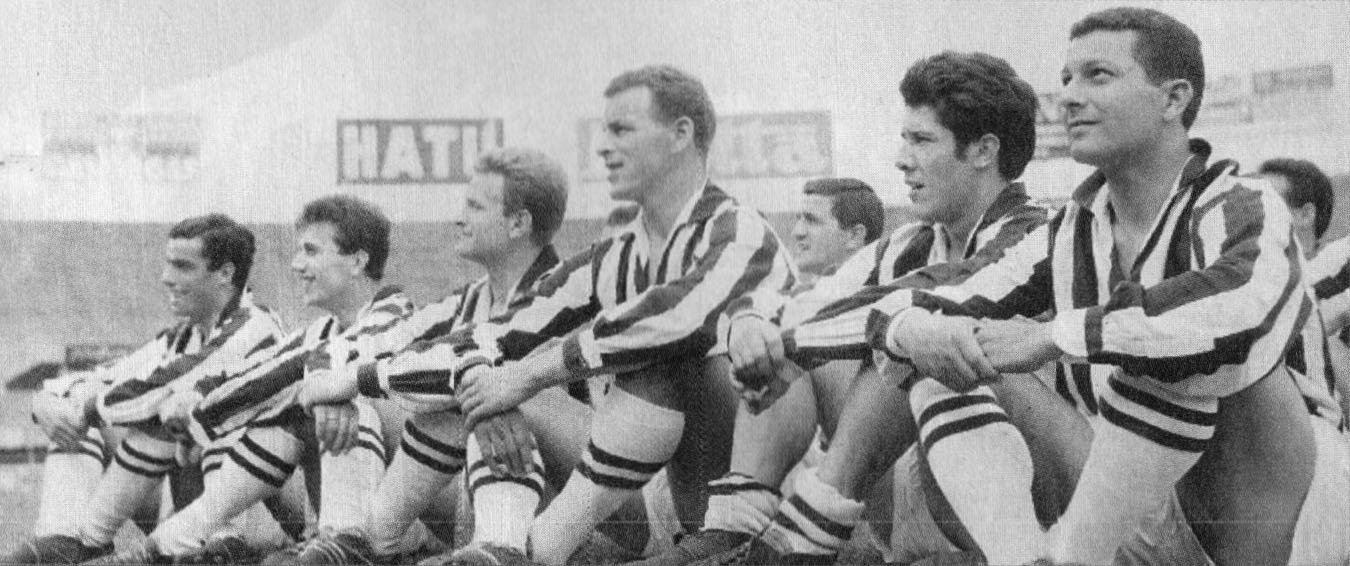
Les attaquants juventini de la saison — le jeune et nouvelle signature Nicolè, Stacchini, Boniperti, Charles, Sivori et l'ailier Stivanello — ce qui pose à l'intérieur du stade communal de Turin.

Avec une formule quelque peu différente, la Juventus débute la Coppa Italia dans un groupe éliminatoire piémontais, avec un match nul un but partout (but pour la Juve de Stivanello) contre Pro Vercelli, pour ce qui reste le match de la Vieille Dame sans victoire, les piémontais enchaînant par la suite 5 victoires d'affilée, terminant premiers du classement éliminatoire avec 11 points, et donc qualifiés pour les quarts-de-finale de la coupe (remportant notamment ses deux derbies de Turin contre le Torino). Le 7 septembre, la Juventus affronte la Sampdoria qu'elle parvient difficilement à éliminer, avec un score final de 3 à 2 après prolongations (avec des buts d'Emoli (sur penalty), de Sívori et de Bergamaschi contre son camp). En demi, ce sont finalement les romains de la Lazio qui gagnent le match 2-0, renversant les turinois à jouer un match pour la 3e place, contre Bologne. Le match, disputé le mercredi 15 octobre, voit les deux formations se séparer sur un score final de 3-3 après prolongations (buts piémontais de Sívori (doublé) et Nicolè). Une séance de tirs au but doit donc se jouer qui voit à nouveau les deux clubs se séparer sur un score nul, 4 buts à 4, avant que les bolonais ne soient désignés vainqueurs par tirage au sort.
Au mois de juin, John Charles partit en Suède pour participer à la coupe du monde 1958 avec sa sélection du Pays de Galles, étant donc le seul juventino à prendre part au mondial (et par la même occasion le premier joueur non italien à disputer une coupe du monde en tant que joueur de la Juve).
Cette saison est donc une renaissance, la Juventus Football Club ayant su affronter ses problèmes pour se hisser à nouveau parmi les meilleurs clubs du pays (grâce notamment à son nouveau 5-3-2 très défensif jouant sur les contre-attaques, mis en place par Ljubiša Broćić), avec un nouveau titre, le premier depuis la saison 1951-52.

## Déroulement de la saison

### Résultats en championnat
- Phase aller

| dimanche 8 septembre 1957 1re journée | Juventus                                 | 3 - 2 | Hellas Vérone                | Stadio Comunale, Turin 16h00 Arbitre : Guarnaschelli |
| dimanche 8 septembre 1957 1re journée | Boniperti 11e · Sívori 28e · Charles 58e |       | 54e Maccacaro · 64e Bassetti | Stadio Comunale, Turin 16h00 Arbitre : Guarnaschelli |

| dimanche 15 septembre 1957 2e journée | Udinese | 0 - 1       | Juventus | Stadio Moretti, Udine 16h00 Arbitre : Jonni |
| dimanche 15 septembre 1957 2e journée |         | 55e Charles |          | Stadio Moretti, Udine 16h00 Arbitre : Jonni |

| dimanche 22 septembre 1957 3e journée | Juventus                                 | 3 - 2 | Genoa                     | Stadio Comunale, Turin 16h00 Arbitre : Menchini |
| dimanche 22 septembre 1957 3e journée | Boniperti 32e · Sívori 73e · Charles 86e |       | 14e Corso · 15e Becattini | Stadio Comunale, Turin 16h00 Arbitre : Menchini |

| dimanche 29 septembre 1957 4e journée | SPAL | 0 - 1              | Juventus | Stadio Comunale, Ferrare 16h00 Arbitre : Rigato |
| dimanche 29 septembre 1957 4e journée |      | 39e (pen.) Montico |          | Stadio Comunale, Ferrare 16h00 Arbitre : Rigato |

| dimanche 6 octobre 1957 5e journée | Juventus                       | 2 - 1 | Padoue          | Stadio Comunale, Turin 15h30 Arbitre : Marchetti |
| dimanche 6 octobre 1957 5e journée | Boniperti 30e · Stivanello 32e |       | 84e (pen.) Moro | Stadio Comunale, Turin 15h30 Arbitre : Marchetti |

| dimanche 13 octobre 1957 6e journée | Torino | 0 - 1       | Juventus | Stadio Filadelfia, Turin 15h30 40 000 spectateurs Arbitre : Jonni |
| dimanche 13 octobre 1957 6e journée |        | 62e Charles |          | Stadio Filadelfia, Turin 15h30 40 000 spectateurs Arbitre : Jonni |

| dimanche 20 octobre 1957 7e journée | Milan    | 1 - 1 | Juventus   | Stadio San Siro, Milan 15h00 Arbitre : Lequesne |
| dimanche 20 octobre 1957 7e journée | Bean 59e |       | 33e Sívori | Stadio San Siro, Milan 15h00 Arbitre : Lequesne |

| dimanche 27 octobre 1957 8e journée | Juventus                    | 3 - 1 | Inter      | Stadio Comunale, Turin 15h00 Arbitre : Lo Bello |
| dimanche 27 octobre 1957 8e journée | Charles 4e 52e · Sívori 87e |       | 3e Lorenzi | Stadio Comunale, Turin 15h00 Arbitre : Lo Bello |

| dimanche 3 novembre 1957 9e journée | Lanerossi Vicence       | 2 - 1 | Juventus   | Stadio Romeo Menti, Vicence 14h30 Arbitre : Righi |
| dimanche 3 novembre 1957 9e journée | Campana 4e · Marchi 12e |       | 19e Sívori | Stadio Romeo Menti, Vicence 14h30 Arbitre : Righi |

| dimanche 10 novembre 1957 10e journée | Juventus                                 | 3 - 1 | Lazio            | Stadio Comunale, Turin 14h30 Arbitre : Campanati |
| dimanche 10 novembre 1957 10e journée | Charles 39e · Stacchini 44e · Sívori 86e |       | 4e (csc) Corradi | Stadio Comunale, Turin 14h30 Arbitre : Campanati |

| dimanche 17 novembre 1957 11e journée | Bologne                                            | 3 - 4 | Juventus                                                 | Stadio Comunale, Bologne 14h30 Arbitre : Moriconi |
| dimanche 17 novembre 1957 11e journée | Pascutti 42e · Bodi 67e (pen.) · Corradi 87e (csc) |       | 10e Nicolè · 46e Charles · 58e Stacchini · 59e Boniperti | Stadio Comunale, Bologne 14h30 Arbitre : Moriconi |

| dimanche 24 novembre 1957 12e journée | Juventus    | 1 - 3 | Naples                                     | Stadio Comunale, Turin 14h30 Arbitre : Orlandini |
| dimanche 24 novembre 1957 12e journée | Charles 47e |       | 10e Vinício · 82e Novelli · 87e Di Giacomo | Stadio Comunale, Turin 14h30 Arbitre : Orlandini |

| dimanche 15 décembre 1957 13e journée | Juventus            | 3 - 0 | Atalanta | Stadio Comunale, Turin 14h30 Arbitre : De Marchi |
| dimanche 15 décembre 1957 13e journée | Charles 35e 39e 85e |       |          | Stadio Comunale, Turin 14h30 Arbitre : De Marchi |

| dimanche 22 décembre 1957 14e journée | Fiorentina                 | 2 - 1 | Juventus    | Stadio Comunale, Florence 14h30 Arbitre : Lo Bello |
| dimanche 22 décembre 1957 14e journée | Montuori 24e · Virgili 82e |       | 35e Charles | Stadio Comunale, Florence 14h30 Arbitre : Lo Bello |

| dimanche 5 janvier 1958 16e journée | Alexandrie   | 1 - 2 | Juventus                      | Stadio Giuseppe Moccagatta, Alexandrie 14h30 Arbitre : Grill |
| dimanche 5 janvier 1958 16e journée | Castaldo 66e |       | 3e Sívori · 35e (csc) Pedroni | Stadio Giuseppe Moccagatta, Alexandrie 14h30 Arbitre : Grill |

| mercredi 8 janvier 1958 15e journée | Juventus                                 | 4 - 1 | Sampdoria  | Stadio Comunale, Turin 14h30 Arbitre : Grillo |
| mercredi 8 janvier 1958 15e journée | Corradi 28e (pen.) · Charles 60e 63e 72e |       | 82e Ocwirk | Stadio Comunale, Turin 14h30 Arbitre : Grillo |

| dimanche 19 janvier 1958 17e journée | Roma                                                 | 4 - 1 | Juventus      | Stadio dei Centomila, Rome 14h30 Arbitre : Campanati |
| dimanche 19 janvier 1958 17e journée | Griffith 3e (pen.) · Lojodice 16e 88e · Da Costa 55e |       | 34e Boniperti | Stadio dei Centomila, Rome 14h30 Arbitre : Campanati |

- Phase retour

| dimanche 26 janvier 1958 18e journée | Hellas Vérone                   | 2 - 3 | Juventus                               | Stadio di Piazza Cittadella, Vérone 14h30 Arbitre : Jonni |
| dimanche 26 janvier 1958 18e journée | Ghiandi 71e · Garzena 90e (csc) |       | 20e Sívori · 61e Charles · 77e Corradi | Stadio di Piazza Cittadella, Vérone 14h30 Arbitre : Jonni |

| dimanche 2 février 1958 19e journée | Juventus                   | 2 - 0 | Udinese | Stadio Comunale, Turin 14h30 Arbitre : Perego |
| dimanche 2 février 1958 19e journée | Stacchini 19e · Sívori 35e |       |         | Stadio Comunale, Turin 14h30 Arbitre : Perego |

| dimanche 9 février 1958 20e journée | Genoa     | 1 - 3 | Juventus                             | Stade Luigi-Ferraris, Gênes 14h30 Arbitre : Jonni |
| dimanche 9 février 1958 20e journée | Leoni 85e |       | 12e Emoli · 37e Colombo · 49e Sívori | Stade Luigi-Ferraris, Gênes 14h30 Arbitre : Jonni |

| dimanche 16 février 1958 21e journée | Juventus                                  | 3 - 1 | SPAL         | Stadio Comunale, Turin 15h00 Arbitre : Annoscia |
| dimanche 16 février 1958 21e journée | Boniperti 1re · Colombo 64e · Charles 74e |       | 22e Broccini | Stadio Comunale, Turin 15h00 Arbitre : Annoscia |

| dimanche 23 février 1958 22e journée | Padoue   | 1 - 1 | Juventus      | Stadio Silvio Appiani, Padoue 15h00 Arbitre : Orlandini |
| dimanche 23 février 1958 22e journée | Rosa 39e |       | 79e Stacchini | Stadio Silvio Appiani, Padoue 15h00 Arbitre : Orlandini |

| dimanche 2 mars 1958 23e journée | Juventus                        | 4 - 1 | Torino      | Stadio Comunale, Turin 15h00 70 000 spectateurs Arbitre : Lo Bello |
| dimanche 2 mars 1958 23e journée | Sívori 9e 48e · Charles 60e 82e |       | 79e Ricagni | Stadio Comunale, Turin 15h00 70 000 spectateurs Arbitre : Lo Bello |

| dimanche 9 mars 1958 24e journée | Juventus           | 1 - 0 | Milan | Stadio Comunale, Turin 15h00 Arbitre : Moriconi |
| dimanche 9 mars 1958 24e journée | Charles 51e (pen.) |       |       | Stadio Comunale, Turin 15h00 Arbitre : Moriconi |

| dimanche 16 mars 1958 25e journée | Inter                            | 2 - 2 | Juventus                 | Stadio San Siro, Milan 15h00 Arbitre : Marchese |
| dimanche 16 mars 1958 25e journée | Lorenzi 5e · Vincenzi 48e (pen.) |       | 38e Sívori · 51e Charles | Stadio San Siro, Milan 15h00 Arbitre : Marchese |

| dimanche 30 mars 1958 26e journée | Juventus                           | 5 - 2 | Lanerossi Vicence          | Stadio Comunale, Turin 15h30 Arbitre : Guarnaschelli |
| dimanche 30 mars 1958 26e journée | Sívori 3e 7e 12e 80e · Charles 18e |       | 17e Campana · 23e Aronsson | Stadio Comunale, Turin 15h30 Arbitre : Guarnaschelli |

| dimanche 6 avril 1958 27e journée | Lazio        | 1 - 4 | Juventus                         | Stadio dei Centomila, Rome 15h30 Arbitre : Rigato |
| dimanche 6 avril 1958 27e journée | Selmosson 5e |       | 10e 13e 84e Charles · 60e Sívori | Stadio dei Centomila, Rome 15h30 Arbitre : Rigato |

| dimanche 13 avril 1958 28e journée | Juventus                                                 | 4 - 1 | Bologne  | Stadio Comunale, Turin 15h30 Arbitre : Perego |
| dimanche 13 avril 1958 28e journée | Sívori 25e · Charles 55e · Boniperti 76e · Stacchini 85e |       | 60e Bodi | Stadio Comunale, Turin 15h30 Arbitre : Perego |

| dimanche 20 avril 1958 29e journée | Naples                                      | 4 - 3 | Juventus                                     | Stadio Arturo Collana, Naples 15h30 Arbitre : Lo Bello |
| dimanche 20 avril 1958 29e journée | Vinício 4e 77e · Brugola 24e · Bertucco 88e |       | 6e (csc) Greco · 58e Stacchini · 86e Montico | Stadio Arturo Collana, Naples 15h30 Arbitre : Lo Bello |

| dimanche 27 avril 1958 30e journée | Atalanta | 0 - 0 | Juventus | Stadio Comunale, Bergame 15h30 Arbitre : Rigato |
| dimanche 27 avril 1958 30e journée |          |       |          | Stadio Comunale, Bergame 15h30 Arbitre : Rigato |

| dimanche 4 mai 1958 31e journée | Juventus | 0 - 0 | Fiorentina | Stadio Comunale, Turin 16h00 Arbitre : Orlandini |
| dimanche 4 mai 1958 31e journée |          |       |            | Stadio Comunale, Turin 16h00 Arbitre : Orlandini |

| dimanche 11 mai 1958 32e journée | Sampdoria                               | 3 - 2 | Juventus       | Stade Luigi-Ferraris, Gênes 16h00 Arbitre : Steiner |
| dimanche 11 mai 1958 32e journée | Firmani 37e · Recagno 63e · Bolzoni 75e |       | 17e 35e Sívori | Stade Luigi-Ferraris, Gênes 16h00 Arbitre : Steiner |

| dimanche 18 mai 1958 33e journée | Juventus                   | 2 - 1 | Alexandrie  | Stadio Comunale, Turin 16h00 Arbitre : Bartolomei |
| dimanche 18 mai 1958 33e journée | Montico 15e · Ferrario 82e |       | 43e Savioni | Stadio Comunale, Turin 16h00 Arbitre : Bartolomei |

| samedi 24 mai 1958 34e journée | Juventus                                       | 3 - 0 | Roma | Stadio Comunale, Turin 16h00 Arbitre : Grignani |
| samedi 24 mai 1958 34e journée | Sívori 6e · Charles 41e (pen.) · Boniperti 48e |       |      | Stadio Comunale, Turin 16h00 Arbitre : Grignani |

#### Classement
|  |    | Classement final 1957-1958 | Pts | MJ | V  | N  | D | BP | BC | Dif |
|  | -- | -------------------------- | --- | -- | -- | -- | - | -- | -- | --- |
|  | 1. | Juventus                   | 51  | 34 | 23 | 5  | 6 | 77 | 44 | +33 |
|  | 2. | Fiorentina                 | 43  | 34 | 16 | 11 | 7 | 56 | 36 | +20 |
|  | 3. | Padoue                     | 42  | 34 | 16 | 10 | 8 | 55 | 42 | +13 |

| 10e titre La Juventus championne d'Italie de Serie A de 1957-1958 |

### Résultats en coupe
- Éliminatoires du Piémont

| dimanche 8 juin 1958 1re journée | Pro Vercelli         | 1 - 1 | Juventus       | Stadio Leonida Robbiano, Verceil Arbitre : Boati |
| dimanche 8 juin 1958 1re journée | Ciocchetti 7e (pen.) |       | 59e Stivanello | Stadio Leonida Robbiano, Verceil Arbitre : Boati |

| dimanche 15 juin 1958 2e journée | Biellese                          | 2 - 4 | Juventus                                        | Biella Arbitre : Grignani |
| dimanche 15 juin 1958 2e journée | Vizia 50e · Francescon 52e (pen.) |       | 22e 72e Sívori · 28e Voltolina · 46e Stivanello | Biella Arbitre : Grignani |

| dimanche 22 juin 1958 3e journée | Juventus                           | 2 - 0 | Torino | Stadio Comunale, Turin 21h15 Arbitre : Righi |
| dimanche 22 juin 1958 3e journée | Stacchini 68e · Montico 89e (pen.) |       |        | Stadio Comunale, Turin 21h15 Arbitre : Righi |

| dimanche 29 juin 1958 4e journée | Juventus                                  | 4 - 1 | Pro Vercelli | Stadio Comunale, Turin Arbitre : Cerutti |
| dimanche 29 juin 1958 4e journée | Sívori 16e 75e · Charles 61e · Nicolè 77e |       | 78e Pensotti | Stadio Comunale, Turin Arbitre : Cerutti |

| dimanche 6 juillet 1958 5e journée | Juventus                     | 3 - 1 | Biellese     | Stadio Comunale, Turin Arbitre : Guidi |
| dimanche 6 juillet 1958 5e journée | Sartore 15e · Sívori 60e 61e |       | 90e Piccioni | Stadio Comunale, Turin Arbitre : Guidi |

| dimanche 13 juillet 1958 6e journée | Torino     | 1 - 2 | Juventus                           | Stadio Filadelfia, Turin 18h00 Arbitre : Liverani |
| dimanche 13 juillet 1958 6e journée | Petris 23e |       | 46e Boniperti · 84e (pen.) Montico | Stadio Filadelfia, Turin 18h00 Arbitre : Liverani |

|  |    | Éliminatoires Piémont - groupe A | Pts | MJ | V | N | D | BP | BC | Dif |
|  | -- | -------------------------------- | --- | -- | - | - | - | -- | -- | --- |
|  | 1. | Juventus                         | 11  | 6  | 5 | 1 | 0 | 16 | 6  | +10 |
|  | 2. | Torino                           | 7   | 6  | 3 | 1 | 2 | 13 | 6  | +7  |
|  | 3. | Biellese                         | 3   | 6  | 1 | 1 | 4 | 9  | 17 | -8  |

- Quarts-de-finale

| dimanche 7 septembre 1958 | Sampdoria                 | 2 - 3 (a.p.) | Juventus                                              | Stade Luigi-Ferraris, Gênes Arbitre : Moriconi |
| dimanche 7 septembre 1958 | Recagno 14e · Bolzoni 75e |              | 40e (pen.) Emoli · 58e Sívori · 99e (csc) Bergamaschi | Stade Luigi-Ferraris, Gênes Arbitre : Moriconi |

- Demi-finale

| dimanche 14 septembre 1958 | Lazio                     | 2 - 0 | Juventus | Stadio dei Centomila, Rome Arbitre : Lo Bello |
| dimanche 14 septembre 1958 | Tozzi 55e · Fumagalli 75e |       |          | Stadio dei Centomila, Rome Arbitre : Lo Bello |

- Match pour la 3e place

| mercredi 15 octobre 1958 | Juventus                                                                                  | 3 - 3 (4 - 4 aux t.a.b.) | Bologne                                                                              | Stadio Comunale, Turin Arbitre : Gambarotta |
| mercredi 15 octobre 1958 | Sívori 50e (pen.) 97e · Nicolè 65e · Tirs au but : · Sívori · Sívori · Sívori · Voltolina |                          | 25e Pivatelli · 44e Perani · 98e Bonafin · : Tirs au but · Bodi · Bodi · Bodi · Bodi | Stadio Comunale, Turin Arbitre : Gambarotta |

### Matchs amicaux
| dimanche 25 août 1957 | Biellese | 0 - 5            | Juventus |  |
| dimanche 25 août 1957 |          | Buteurs inconnus |          |  |

| mercredi 28 août 1957 | Bologne          | 6 - 1 | Juventus       |  |
| mercredi 28 août 1957 | Buteurs inconnus |       | Buteur inconnu |  |

| mercredi 2 octobre 1957 | Leeds United     | 2 - 4 | Juventus         |  |
| mercredi 2 octobre 1957 | Buteurs inconnus |       | Buteurs inconnus |  |

| jeudi 28 novembre 1957 | Sheffield Wednesday | 3 - 4 | Juventus         |  |
| jeudi 28 novembre 1957 | Buteurs inconnus    |       | Buteurs inconnus |  |

| lundi 2 décembre 1957 | Sunderland | 0 - 2            | Juventus |  |
| lundi 2 décembre 1957 |            | Buteurs inconnus |          |  |

| jeudi 12 décembre 1957 | Juventus         | 3 - 0 | Pinerolo |  |
| jeudi 12 décembre 1957 | Buteurs inconnus |       |          |  |

| mercredi 1er janvier 1958 | Juventus         | 6 - 1 | Casale         |  |
| mercredi 1er janvier 1958 | Buteurs inconnus |       | Buteur inconnu |  |

| jeudi 3 avril 1958 | Sélection romagnole | 3 - 4 | Juventus         |  |
| jeudi 3 avril 1958 | Buteurs inconnus    |       | Buteurs inconnus |  |

| mardi 27 mai 1958 | Juventus       | 1 - 2 | Yougoslavie      |  |
| mardi 27 mai 1958 | Buteur inconnu |       | Buteurs inconnus |  |

| lundi 2 juin 1958 | Anconitana | 0 - 6            | Juventus |  |
| lundi 2 juin 1958 |            | Buteurs inconnus |          |  |

#### Torneo dell'Esposizione
| mardi 13 mai 1958 | Anderlecht       | 4 - 1 | Juventus         |  |
| mardi 13 mai 1958 | Buteurs inconnus |       | Buteurs inconnus |  |

## Effectif du club
Effectif des joueurs de la Juventus Football Club lors de la saison 1957-1958.

## Buteurs
Voici ici les buteurs de la Juventus Football Club toutes compétitions confondues.
| 31 buts - Omar Sívori 29 buts - John Charles 9 buts - Giampiero Boniperti 7 buts - Gino Stacchini 5 buts - Antonio Montico | 3 buts - Bruno Nicolè - Giorgio Stivanello 2 buts - Umberto Colombo - Giuseppe Corradi - Flavio Emoli 1 but - Rino Ferrario - Piergiorgio Sartore - Romano Voltolina |